# Le Villi
Le Villi (Les Willis) és una òpera-ballet en dos actes de Giacomo Puccini. És la primera òpera composta pel mestre de Lucca. El llibret és de Ferdinando Fontana, basat en el conte Les Willis d'Alphonse Karr. Va ser estrenada al Teatre Dal Verme de Milà, el 31 de maig de 1884. Puccini en va escriure una nova versió de dos actes - l'original en tenia un - que va ser estrenada al Teatro Regio de Torí el 26 de desembre de 1884.
Puccini va compondre Le Villi per a participar en un concurs d'òperes d'un sol acte, organitzat per Edoardo Sonzogno, industrial i propietari d'un periòdic milanès. L'òpera no va merèixer ni tan sols una menció especial. No obstant això, gràcies a l'ajuda de Fontana, el seu llibretista, Puccini va aconseguir el suport de persones influents per a estrenar l'òpera, aconseguint un notable èxit. Va ser llavors quan Giulio Ricordi va oferir un contracte pels drets de publicació de l'òpera prèvia modificació per a engrandir-la, la qual cosa va fer Puccini per a aquesta nova versió que es va estrenar al desembre del mateix any; després el compositor va fer un parell de versions més, una el 1885 i una última el 1889.
A més de l'Intermezzo que va compondre Puccini per a la segona versió, se solen destacar tres àries de l'òpera:
- Se come voi piccin (Anna)
- Anima santa della figlia Mia (Guglielmo)
- Torna ai felici dì (Roberto)

El llibret de l'òpera es nodreix de les llegendes de l'Europa Central, segons les quals les willis són esperits de dones que han sigut traïdes pels seus amants. El mateix tema és emprat en el ballet Giselle i l'òpera Die lustige Witwe (el llibret del qual va ser traduït a l'italià pel mateix Fontana).

## Instrumentació
Piccolo, 2 Flautes, 2 Oboès, 2 Clarinets, 2 Fagots, Fagot baix, 4 Trompes, 2 Trompetes, Pistó, Corneta, 3 Trombons, Platerets, Tabal, Triangle, Tambor, Plat, tam-tam, Carilló, Arpa, Cordes.

## Sinopsi argumental
Lloc: Selva Negra
Temps: Època indeterminada

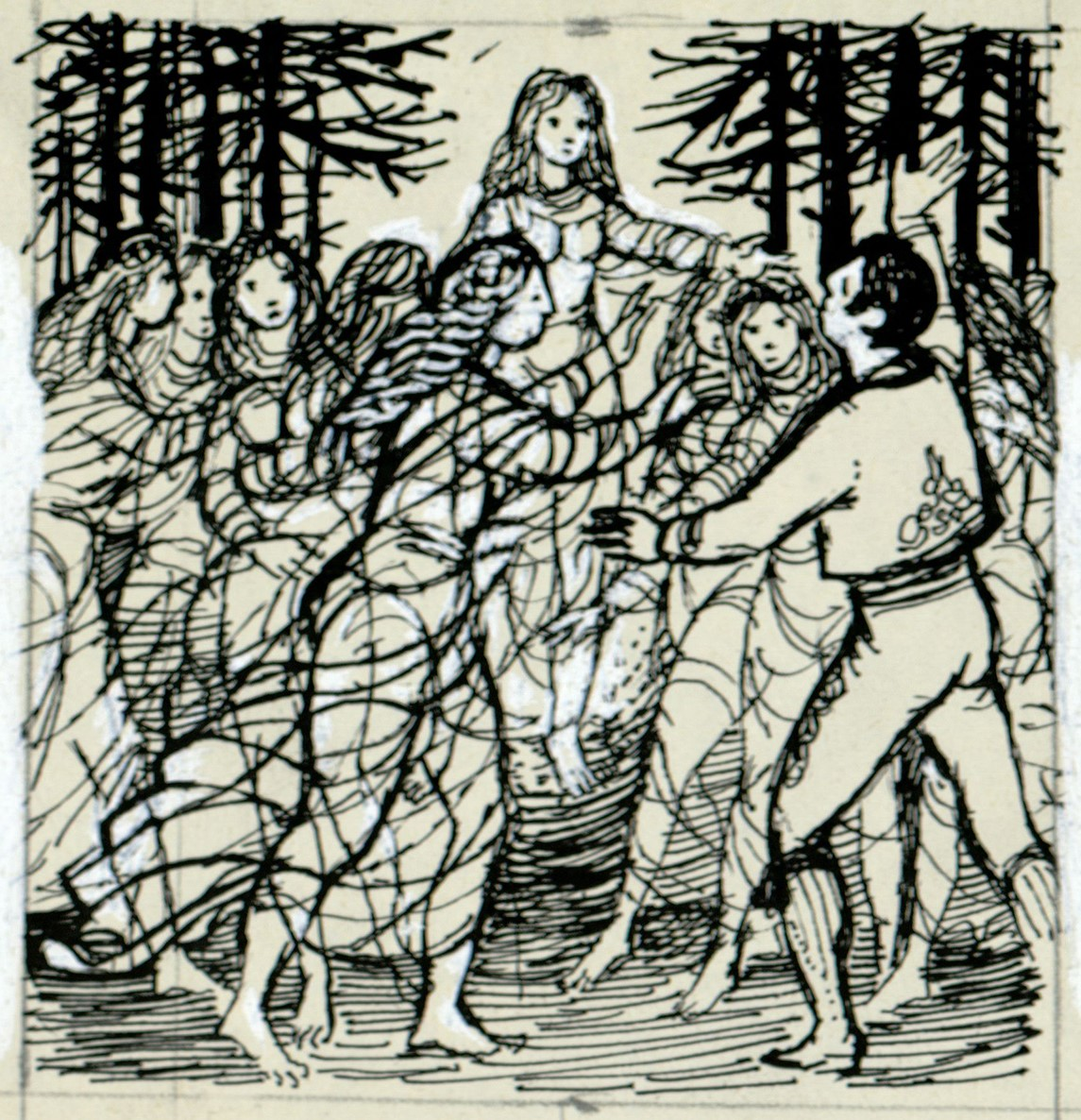
Disseny de la portada del llibre, dibuix de Peter Hoffer per a Le Villi.

Una clariana al bosc. A la dreta en primer pla hi ha la modesta casa de Guglielmo. Al fons, a l'esquerra, hi ha un camí que condueix per terreny pedregós al bosc profund. Un petit pont travessa una depressió d'un costat a l'altre. És primavera. Els arbres estan florint i es pengen garlandes de flors per tot arreu. Prop de la casa hi ha una taula amb menjar, ampolles i gots. La maleta d'en Roberto es troba sota una cadira prop de casa. Guglielmo, Anna i Roberto seuen al capdamunt de la taula. Roberto porta roba de viatge.
Escena 1. Els muntanyencs celebren el compromís de l'Anna i el Roberto (cor: Evviva i fidanzati!). L'anteriorment sense diners Roberto ha heretat una riquesa i ha de marxar a Magúncia aquella mateixa nit per completar els tràmits. Guglielmo i Anna, ballen i surten de l'escenari. Els altres els segueixen. Al cap d'una estona, l'Anna torna sola amb un ram d'oblits.
Escena 2. Trista per la marxa del seu nuvi, l'Anna posa el ram de flors a la seva maleta (Escena i Romanç Anna: Se come voi piccina).
Escena 3. Roberto l'enxampa fent això, li agraeix i li demana que somrigui com a més record. L'Anna li parla de males premonicions. La nit anterior havia somiat que ell moria mentre ella l'esperava (Duet Anna/Roberto: Non esser, Anna mia, mesta sì tanto). Roberto la calma. Ella hauria de dubtar de Déu més que del seu amor (Tu dell'infanzia mia).
Escena 4. Els habitants de la muntanya tornen amb Guglielmo i insten Roberto a marxar (cor: Presto!... Presto!... In viaggio!). El volen acompanyar fins a la vora del bosc. Guglielmo comença una pregària en la qual els altres s'uneixen (oració: Angiol di Dio, che l'ali). Tothom s'acomiada.
L'espectador, a través d'una narració d'una versió escenificada, descobreix el mode en què una sirena sedueix Roberto i com aquest s'oblida d'Anna. A continuació, se presenta el seguici fúnebre d'Anna, que ha mort de tristesa, i com les ànimes de les noies abandonades esperen els seus amants infidels, que són induïts a la dansa de la mort.

### Acte II

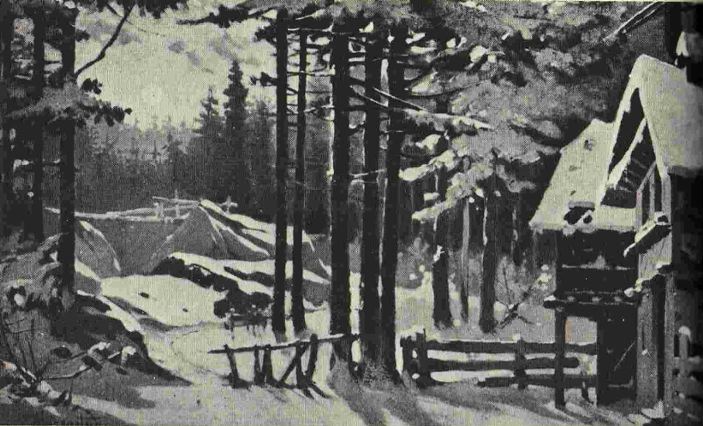
Esbós del segon acte

Intermezzo 1. Sortir. El narrador informa que Roberto va ser seduït per una sirena a Mainz i va oblidar el seu amor per Anna. Va esperar en va i finalment va morir de pena a l'hivern. Darrere d'un vel a l'escenari, la processó fúnebre es mou des de la casa de Guglielmo a través del clar fins al cant d'un cor de dones invisible ('Come un giglio reciso').
Intermezzo 2. The Witches' Sabbath. El narrador recorda una llegenda de la Selva Negra: cada vegada que una noia mor d'amor, les bruixes, la Willis, surten del bosc i ballen. l'infidel Amant fins a la mort. Aquest destí també amenaça en Roberto aquesta nit, perquè després de ser abandonat per la seva amant, va decidir tornar al bosc.
Durant la segona part es torna a veure el paisatge forestal del primer acte, però és hivern. És de nit. Els arbres nus sense vida estan carregats de neu. El cel és clar i ple d'estrelles: la lluna brilla sobre l'entorn fosc. Els Willis vénen al ball. Will-o'-the-wips els precedeix. Apareixen per tots els costats i passen per sobre de l'escena.
Escena 1. Guglielmo s'asseu davant de la seva porta principal, perdut en un dolor profund. Anhela venjança contra el marit infidel de la seva filla. Si s'hagués unit als Willis, l'hauria d'esperar a la posta de sol. Al mateix temps demana a Déu perdó per aquest pensament (Guglielmo: 'Anima santa della figlia mia').
Escena 2. Les veus dels Willis s'escolten darrere de l'escenari, esperant Roberto. Quan trepitja el pont, li apareixen els Willis, que ell descarta com al·lucinacions. Recorda amb remordiment els dies més feliços del seu amor (Romanç Roberto: 'Torna ai felici dì'). Aleshores corre cap a la casa per trucar, però dubta, com si l'imperés una força desconeguda. Els Willis el demanen. Roberto intenta fer una pregària, però tampoc ho pot fer. Aleshores escolta la veu de l'Anna darrere de l'escenari.
Escena 3. Apareix el fantasma de l'Anna i acusa Roberto del seu comportament (Duet Anna/Roberto: 'Tu dell'infanzia mia'). S'acosta a ella de manera dolorosa i compulsiva. L'Anna obre els braços per una abraçada. Els Willis envolten els dos en una dansa salvatge i després desapareixen.
Escena 4. Entre bastidors, els fantasmes criden a Roberto que l'estan esperant i que no pot comptar amb pietat (Cor: Qui noi t’aspettiam, traditor…). Roberto cau esgotat a terra als peus de l'Anna i mor. Els Willis criden Hosanna!

## Números musicals
L'òpera conté els següents números musicals en la versió en dos actes:
- Núm. 1. Preludi

Primer acte
- Núm. 2. Introducció (Cor): Evviva i fidanzati! (escena 1)
- Núm. 3. Escena i romanç (Anna): Se come voi piccina (escena 2)
- Núm. 4. Duet (Anna/Roberto): Non esser, Anna mia, mesta sì tanto – Tu dell’infanzia mia (escena 3)
- Núm. 5. Cor: Presto!… Presto!… In viaggio! (escena 4)
  - Gebet (Guglielmo, tothom): Angiol di Dio, che l’ali

Segon acte
- Núm. 6. Part simfònica, Tempo I: L'abbandono/Das Verlassen (Erzähler): Di quei giorni a Magonza una sirena (Intermezzo 1)
  - Cor de dones: Come un giglio reciso
- Núm. 7. Part simfònica, Tempo II: La tregenda/Der Hexensabbat (Erzähler): V’è nella Selva Nera una leggenda (Intermezzo 2)
- Núm. 8. Preludi (Guglielmo): No, possibil non è che invendicata (escena 1)
  - (Guglielmo): Anima santa della figlia mia (escena 1)
- Núm. 9. Escena dramàtica (Chor, Roberto): Ei giunge! Anna!… Anna!… Anna! (escena 2)
  - Romanç (Roberto): Torna ai felici dì (escena 2)
- Núm. 10. Gran escena: Su!… Cammina!… Cammina! (escena 2)
  - Duet final (Anna/Roberto): Tu dell’infanzia mia (escena 3)
  - Cor: Qui noi t’aspettiam, traditor… (escena 4)

### Música

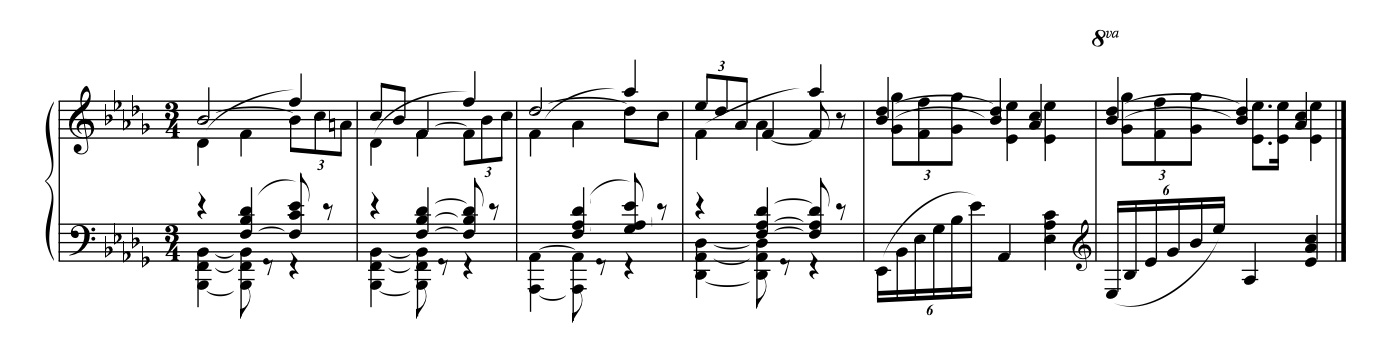
Torna ai felici dì

Formalment, Le Villi és una òpera numèrica. Tanmateix, les peces individuals i autònomes es fusionen entre si sense cap ruptura notable.
Ja en aquesta primera òpera es fa palesa el talent de Puccini com a melodista i harmonitzador. El seu típic to melancòlic ja es pot escoltar aquí, com ara: B. al romanç de Roberto Torna ai felici dì (segon acte, escena 2). Les nombroses peces instrumentals apunten a una influència de la música francesa com Jules Massenet. Així ho indica també el nom òpera ballo, que Carlos Gómez ja havia escollit l'any 1870 per a la seva òpera Il Guarany. Els crítics conservadors probablement van acusar Puccini d'haver-se recorregut al wagnerisme. Altres influències provenen d'Amilcare Ponchielli, Alfredo Catalani (l'esmentat Romanç de Roberto) i els compositors francesos Charles Gounod i Georges Bizet (els moviments de dansa). Els solos orquestrals s'inspiren de nou en Massenet, i l'escena final recorda el Der Freischütz de Carl Maria von Weber.
Parts essencials de la trama tenen lloc fora de l'òpera real. En canvi, els presenta un narrador en els dos interludis. Aquest procés també va ser utilitzat durant els anys següents per altres compositors de la Giovane Scuola per explicar parts de la trama o l'estat mental d'una persona que eren difícils de representar, o per crear un estat d'ànim particular. L'especialista en Puccini, Norbert Christen va assenyalar que aquesta era una debilitat dramatúrgica de Le Villi. Julian Budden també va assenyalar que l'obra és menys un drama que una història. No hi ha interacció entre els personatges individuals. Per exemple, no hi ha cap reacció al dolor de Guglielmo o al remordiment de Roberto.

## Història laboral
La primera òpera de Giacomo Puccini es remunta a un concurs de composició d'òperes en un acte anunciat a la revista Il teatro illustrato, amb el qual l'editor Edoardo Sonzogno va voler promocionar els joves compositors la primavera de 1883. El compositor Amilcare Ponchielli va animar Puccini a participar-hi i també el va presentar al llibretista de scapigliatura Ferdinando Fontana. Van decidir utilitzar el conte popular alemany de Willis com a base. Això ja va ser esmentat el 1834 per Heinrich Heine a la seva obra Elemental Spirits i va ser portat a escena el 1841 amb gran èxit en el ballet Giselle de Jules Perrot i Jean Coralli amb música d'Adolphe Adam. Tanmateix, l'òpera no es basa en el ballet, sinó en la història Les Willis d'Alphonse Karr, publicada per primera vegada el 1835.
Puccini va començar a compondre el setembre de 1883 i el va completar a temps el 31 de desembre. Però no va rebre ni un premi ni una menció honorífica. La puntuació pot haver estat anotada de manera tan precipitada i il·legible que no s'ha pogut examinar amb cura. Puccini també havia presentat l'obra al compositor i llibretista Arrigo Boito. A instigació seva i amb el suport d'altres amics de Puccini, es va iniciar una subscripció per publicar l'òpera al Teatro dal Verme de Milà.
Ettore Panizza va ser el director musical de l'estrena allà, el 31 de maig de 1884. Van cantar Erminio Pelz (Guglielmo Wulf), Rosina Caponetti (Anna) i Antonio de Andrade (Roberto). El compositor Pietro Mascagni tocava el contrabaix a l'orquestra. L'actuació també va ser un gran èxit a causa de l'actuació dels participants. Per exemple, el Corriere della Sera va escriure:
Nella musica del jove mestre lucchese c'è la franchezza della fantasia, ci son frasi che toccano il cuore perché dal cuore deve essere uscite, i c'è una fattura delle più eleganti, delle più finite, a punto tale che a quando A quando non pare di aver davanti noi a giovane allievo, ma un Bizet, un Massenet.
Hi ha frescor i imaginació en la música del jove mestre, hi ha frases que toquen el cor perquè surten del cor, i hi ha una artesania, elegant i tan perfecta que de tant en tant no ens podem imaginar un jove estudiant. sinó un Bizet o un Massenet.
– Antonio Gramola: Corriere della Sera
L'editor musical Giulio Ricordi va adquirir els drets de l'òpera. Va convèncer Puccini perquè la revisés per a la segona producció, que es va estrenar al Teatro Regio de Torí el 26 de desembre de 1884, a l'obertura de la temporada de carnaval de 1884, i per ampliar l'obra d'un acte, originalment anomenada leggenda in due quadri, en dos actes. Puccini va afegir l'ària d'Anna Se come voi piccina (acte primer, escena 3), el cor femení al primer intermezzo i la gran escena de tenor de Roberto (acte segon, escena 2). Va ampliar l'ària de soprano al final en un duet. Les noves peces es consideren ara els números més importants de l'òpera. A l'estrena de Torí, Agostino Gnaccarini va cantar el paper de Guglielmo. El director d'orquestra era Giovanni Bolzoni.
Per a la següent representació el 24 de gener de 1885 al Teatro alla Scala de Milà (Anna: Romilda Pantaleoni, Guglielmo: Delfino Menotti; director: Franco Faccio), Puccini va afegir el romanç de Roberto Torna ai felici dì (segon acte, escena 2) . Això va donar lloc a una tercera versió de l'obra. Puccini va crear la quarta versió, que avui és autoritat, per a una nova representació al Teatre Dal Verme el 7 de novembre de 1889. En ella va revisar i escurçar la Scena drammatica (núm. 9). Segons Grove Music, va fer els últims canvis per a una edició de 1892.
Altres actuacions importants van ser:
- 1885 Bolonya – Director: Luigi Mancinelli; amb Ernestina Bendazzi-Secchi i Francesco Navarrini
- 1886 Buenos Aires
- 1886 Gènova – Director: Vittorio Mingardi
- 1887 Trieste
- 1888 Nàpols – Director: Gialdino Gialdini; amb Fanny Torresella, Emilio De Marchi i Alfonso Mariani
- 1889 Brescia – Director: Arturo Toscanini
- 1891 Pisa
- 1892 Hamburg – Estrena alemanya en presència de Puccini; Traducció: Ludwig Hartmann[6]; Director: Theodor Hentschel[1] o Gustav Mahler[7] Director: Franz Bittong; amb Katharina Klafsky i Gustav Seidel

+ 1893 Frankfurt del Main
- 1893 Varsòvia
- 1895 Venècia, Teatre La Fenice – Director: Arturo Toscanini
- 1896 Bolonya – Director: Arturo Toscanini; amb Angelica Pandolfini (Anna)
- 1897 Manchester, Comedy Theatre – Estrena anglesa
- 1899 Roma – Director: Leopoldo Mugnone; amb Camilla Pasini (Anna)
- 1908 Nova York, Metropolitan Opera – Estrena americana; juntament amb Cavalleria rusticana; amb Frances Alda, Alessandro Bonci i Pasquale Amato; Director: Arturo Toscanini
- 1944/45 Milà, Teatro alla Scala - representació completa de totes les òperes de Puccini per a l'any commemoratiu de Puccini; Director: Gino Marinuzzi; amb Mercedes Fortunati, Giacinto Prandelli i Giuseppe Manacchini
- 1954 Siena
- 1954 Spoleto
- 1955 Londres, Peter Jones Theatre
- 1960 Londres, Trinity College
- 1966 Nova York
- 1968 Buenos Aires, Teatro Colón – amb Giampiero Mastromei (Guglielmo)
- 1985 Londres, University College Opera
- 1988 Centre Cultural New Brunswick
- 1972 Teatro Comunale di Bologna – Director: Hans-Georg Ratjen; amb Mietta Sighele, Veriano Lucchetti i Mario Zanasi
- 1974 Any commemoratiu Treviso – Puccini; Conductor: Nino Sanzogno
- 1978 Festival Internacional de música Castell de Peralada – Director: José Collado; amb Montserrat Caballé, Juan Pons i Giuseppe Di Stefano (narrador)
- 1984 Lisboa, Teatre São Carlos – Director: Ivo Cruz
- 1984 Torre del Lago - per l'any commemoratiu de Puccini, també allà el 1991; Director: Reynald Giovaninetti; amb Lucetta Bizzi, Antonio * Salvadori i Giorgio Merighi
- 1987 Trieste, Teatre Giuseppe Verdi
- 1992 Bonn - amb Katia Ricciarelli (Anna)[5]
- 1997 Òpera de Zuric – producció: Cesare Lievi; amb Mara Zampieri (Anna) i Gösta Winbergh (Roberto)[5]
- 2018 Maggio Musicale Fiorentino - també llançament en DVD
- 2023 Staatstheater Mainz – juntament amb Ruggero Leoncavallos Pagliacci; Direcció: Daniel Montané, producció: Verena Stoiber

## Enregistraments
- 1952 - Paul Schmitz (director), Orquestra Simfònica del Hessischer Rundfunk Frankfurt, Cor del Hessischer Rundfunk Frankfurt.

Kurt Gester (Guglielmo Wulf), Maud Cunitz (Anna), Sebastian Feiersinger (Roberto). gravació d'estudi; Versió alemanya. Walhall WLCD 0182 (1 CD), Cantus Classics 500925 (2 CD):13878
- 1954 – Arturo Basile (director), Orquestra de la RAI d TorÍ, Cor Filharmònic de Pesaro. Silvano Verlinghieri (Guglielmo Wulf), Elisabetta Fusco (Anna), Gianni Dal Ferro (Roberto). gravació d'estudi; primera versió; sense textos del narrador.

Fonit Cetra CD: CDON 48, Warner Fonit 0927 43621-2 (1 CD), Cantus Classics 500925 (2 CD):13879
- Desembre de 1967 - Myer Fredman (director), BBC Northern Symphony Orchestra, BBC Northern Singers. Delme Bryn-Johns (Guglielmo Wulf), Jacqueline Delman (Anna), John Mitchinson (Roberto), Ronald Harvi (narrador). En directe, en concert des de Londres(?); Versió en anglès de David Harris. Oriel Music Society OMS 316 (2 CD):13880
- Novembre de 1967 – Juan Emilio Martini (director), orquestra i cor del Teatro Colón (Buenos Aires). Giampiero Mastromei (Guglielmo Wulf), Matilde de Lupka (Anna), Liborio Simonella (Roberto). En directe des de Buenos Aires; sense textos parlats(?).

Arxiu de l'Òpera Omega 1294:13881
- 4 de febrer de 1972 - Hans-Georg Ratjen (director), orquestra i cor del Teatro Comunale de Florència. Mario Zanasi (Guglielmo Wulf), Mietta Sighele (Anna), Veriano Luchetti (Roberto). En directe des del Teatro Comunale de Florència. Opera d'Oro OPD 1474 (1 CD).
- 1972 – Anton Guadagno (director), Vienna Volksoper Orchestra, Vienna Academy Choir. Matteo Manuguerra (Guglielmo Wulf), Adriana Maliponte (Anna), Barry Morell (Roberto), Giancarlo del Monaco (narrador). gravació d'estudi; Segona versió. RCA LP: RK 11 566/1-2(2):13882
- 1 de març de 1975 – Antonio Guarnieri (director d'orquestra). Maurizio Frusoni (Roberto). En directe des de Milà:13883
- Juny de 1979 - Lorin Maazel (director), National Philharmonic Orchestra London, Ambrosian Opera Chorus. Leo Nucci (Guglielmo Wulf), Renata Scotto (Anna), Plácido Domingo (Roberto), Tito Gobbi (narrador). gravació d'estudi; segona versió; completa. Consell de CD d'Opernwelt: artísticament valuós.[5] CD de CBS: MK 76890, CBS LP: 7689.[6]:13884
- 1980 (?) - Myer Fredman (director), Adelaide Symphony Orchestra, Adelaide Festival Chorale. James Christiansen (Guglielmo Wulf), Marilyn Richardson (Anna), David Parker (Roberto). gravació d'estudi; sense textos del narrador. Chandos ABR 1019 (1 LP):13885
- Juliol/agost de 1994 – Bruno Aprea (director), Orchestra Internazionale d’Italia, Bratislava Sluk Chamber Chorus. Stefano Antonucci (Guglielmo Wulf), Nana Gordaze (Anna), José Cura (Roberto), Massimo Foschi (narrador). En directe de Martina Franca; completa. Nuova Era CD: 7218 (2 CD):13886
- 1995 – Marcus R. Bosch (director), orquestra i cor de cambra de la Universitat Estatal de Música de Heidelberg-Mannheim. Peter Parsch (Guglielmo Wulf), Melanie Diener (Anna), Alejandro Ramírez (Roberto), Annegret Müller (narradora). En viu des de Ludwigshafen:13887
- 7 de maig de 1997 – Bruno Bartoletti (director), cor i orquestra de l'Òpera de Zuric. Giorgio Zancanaro (Guglielmo Wulf), Mara Zampieri (Anna), Gösta Winbergh (Roberto). En viu des de Zuric:13888
- 20 de maig de 2000 – Daniele Giulio Moles (director), Orquestra Filharmònica Marchigiana, Cor Líric Marchigiano V. Bellini.

Massimiliano Fichera (Guglielmo Wulf), Sonia Corsini (Anna), Salvatore Ragonese (Roberto). En directe des del Teatre dell'Aquila de Fermo; sense textos del narrador. Nicolo NIC 1035 (1 CD):13890
- 2001 – Mario Majnaric (director), Orquestra del Teatre Colón Buenos Aires. Alberto Cazes (Guglielmo Wulf), Adelaide Negri (Anna), Gustavo López Manzilli (Roberto), Sebastiano de Filippi (narrador). En directe des de Buenos Aires; Textos del narrador en castellà.

Nous ornaments NOM 204 (1 CD):13889
- Març de 2001 – Carlo Palleschi (director), Orchestra della Fondazione I.C.O. Tito Schipa di Lecce, Coro Lirico Mario del Monaco.

Antonio Stragapeda (Guglielmo Wulf), Katia Ricciarelli (Anna), Valter Borin (Roberto), Pippo Baudo (narrador). vídeo; en directe des de Lecce. Kikko Classics 1 CD, Kikko KC 067. ICD (1 DVD):13891
- 28 de febrer de 2002 - Marco Guidarini (director), Orchestre Philharmonique de Radio France, Chœurs du Radio France.

Ludovic Tézier (Guglielmo Wulf), Melanie Diener (Anna), Aquiles Machado (Roberto), Sylvie David (narrador). En directe, en concert des de París. Naïve V 4958 (1 CD):13892
- 31 de juliol de 2004 – Pál Tamás (director), Orquestra Filarmonica Mediterranea. Andrea Rola (Guglielmo Wulf), Halla Margrét Árnadóttir (Anna), Albert Montserrat (Roberto). vídeo; en directe des dels Grandi Termi de Villa Adriana Roma(?). Encore DVD 2201.
- 18 d'agost de 2004 - Gabor Hollerung (director), Orquestra Simfònica Erno Dohnanyi, Cor de la Societat Coral de l'Acadèmia Hongaresa de Ciències, Cor d'homes del Conjunt de l'Exèrcit Hongarès. Martin Bobjak (Guglielmo Wulf), Fatime Szolnoki (Anna), George Oniani (Roberto). En directe del Festival d'Arts Zemplen de Sárospatak:13893
- Març 2007 – Riccardo Frizza (director), orquestra i cor del Teatre Carlo Felice Gènova. Gabriele Viviani (Guglielmo Wulf), Fiorenza Cedolins (Anna), José Cura (Roberto). En directe, en concert des de Gènova. Estrena Opera 2594-1 (1 CD).13894
- 12 d'abril de 2017 – Miguel Ángel Gómez Martínez (director), Orquestra Simfònica de RTVE, Cor de RTVE. Vladimir Chernov (Guglielmo Wulf), Carmen Solís (Anna), Leonardo Caimi (Roberto). En directe, en concert des del Teatre Monumental de Madrid.

Retransmissió en directe a la Ràdio Clásica de RTVE.
- 2018 – Mark Elder (director), London Philharmonic Orchestra, Opera Rara Chorus. Brian Mulligan (Guglielmo Wulf), Ermonela Jaho (Anna), Arsen Soghomonyan (Roberto). Reconstrucció de la versió original en un acte Le Willis així com dues àries post-compostes. Opera Rara ORC 59 (CD).
- 25 d'octubre de 2018 – Marco Angius (director), Francesco Saponaro (director), Chiara Aversano (vestiments), Pasquale Mari (llums), Susanna Sastro (coreografia), orquestra i cor del Maggio Musicale Fiorentino, La Compagnia Nuovo Balletto di Toscana. Elia Fabbian(Guglielmo Wulf), Maria Teresa Leva (Anna), Leonardo Caimi (Roberto), Tony Laudadio (narrador). vídeo; viu des de Florència. Dynamic DYN-57840 (DVD), DYN-37840 (Blu-ray).